# Nyoman Nuarta
Nyoman Nuarta, né le 14 novembre 1951 dans le kabupaten de Tabanan, est un sculpteur et designer indonésien.

## Biographie
Nyoman Nuarta naît le 14 novembre 1951 dans le kabupaten de Tabanan. Son père est un entrepreneur. Il grandit chez son oncle et sa tante qui sont considérés comme ses propres parents. Nyoman Nuarta étudie à l'Institut technologique de Bandung.
En 2022, à l'Art Jakarta Gardens, une de ses sculptures affiche le prix de 1 milliard de roupies indonésiennes.
Le directeur général des travaux publics et des travaux d'utilité publique (PUPR) lui demande de concevoir une statue qui serait installée dans la zone du circuit Mandalika. À la suite de cette demande, Nyoman Nuarta commence alors à chercher des idées pour la conception de la statue. Il présente sur ses réseaux sociaux une statue du président Joko Widodo chevauchant une moto.
Nyoman Nuarta remporte le concours mis en place par le gouvernement pour réaliser le design du futur palais présidentiel devant être construit à Nusantara.